# Lycoriella fuscorubroides
Lycoriella fuscorubroides är en tvåvingeart som beskrevs av Werner Mohrig och Blasco-zumeta 1996. Lycoriella fuscorubroides ingår i släktet Lycoriella och familjen sorgmyggor.
Artens utbredningsområde är Spanien. Inga underarter finns listade i Catalogue of Life.